# Voivodato di Cracovia (1816-1837)
Il Voivodato di Cracovia (in polacco Województwo krakowskie) era un'unità amministrativa (Voivodato) del Regno del Congresso (il nome non ufficiale del Regno di Polonia), esistito dal 1815 al 1915.
Fino al 6 dicembre 1816 la sua capitale fu Miechów, e da allora fu spostata a Kielce.

## Storia
Il Voivodato di Cracovia fu fondato il 16 gennaio 1816 dal Dipartimento di Cracovia, ed esistette fino al 23 febbraio 1837, quando fu sostituito dal Governatorato di Cracovia.
Durante la rivolta di gennaio, il governo nazionale polacco annunciò il ripristino dei voivodati con i confini del 1816, ristabilendo il voivodato di Cracovia al posto del governatorato di Radom. Il voivodato fu re-istituito dal 1863 al 1864, quando fu abolito e sostituito dal Governatorato di Radom. Il voivodato prende il nome dalla vicina città di Cracovia, che di per sé non era situata nel voivodato, ma che invece costituiva la Città Libera di Cracovia.